# Volvo Brage
Volvo Brage/Starke/Raske — серія середньотоннажних вантажівок, що випускалися шведським автовиробником Volvo Trucks у 1954-1972 роках.